# El Museo Canario
El Museo Canario es una sociedad científica y cultural de Las Palmas de Gran Canaria, España, dedicada principalmente a los primeros pobladores de Gran Canaria. Fue fundado en 1879 a iniciativa de varios miembros de la burguesía local encabezados por el Dr. Gregorio Chil y Naranjo y el historiador y notario Agustín Millares Torres.

## Exposición
En su sede, situada en el histórico barrio de Vegueta, se expone una colección permanente y monográfica sobre la población aborigen de Gran Canaria, un grupo humano que llegó a esta isla desde el norte de África en los primeros siglos de nuestra era y que algunos historiadores vinculan con los canarii.   
Respecto a su contenido expositivo, el fondo del museo está compuesto por una innumerable cantidad de materiales, bien objetos completos, bien fragmentos, procedentes, en la mayoría de los casos, de Gran Canaria; completándose con materiales procedentes de otras islas del Archipiélago canario. 
Entre las colecciones que conserva merecen ser destacados los recipientes cerámicos por su variada tipología y belleza decorativa; las figurillas de terracota, tradicionalmente consideradas como ídolos, como por ejemplo el Ídolo de Tara, con una amplia representación para Gran Canaria; y las llamadas pintaderas, de las que se dispone de más de 200 piezas.

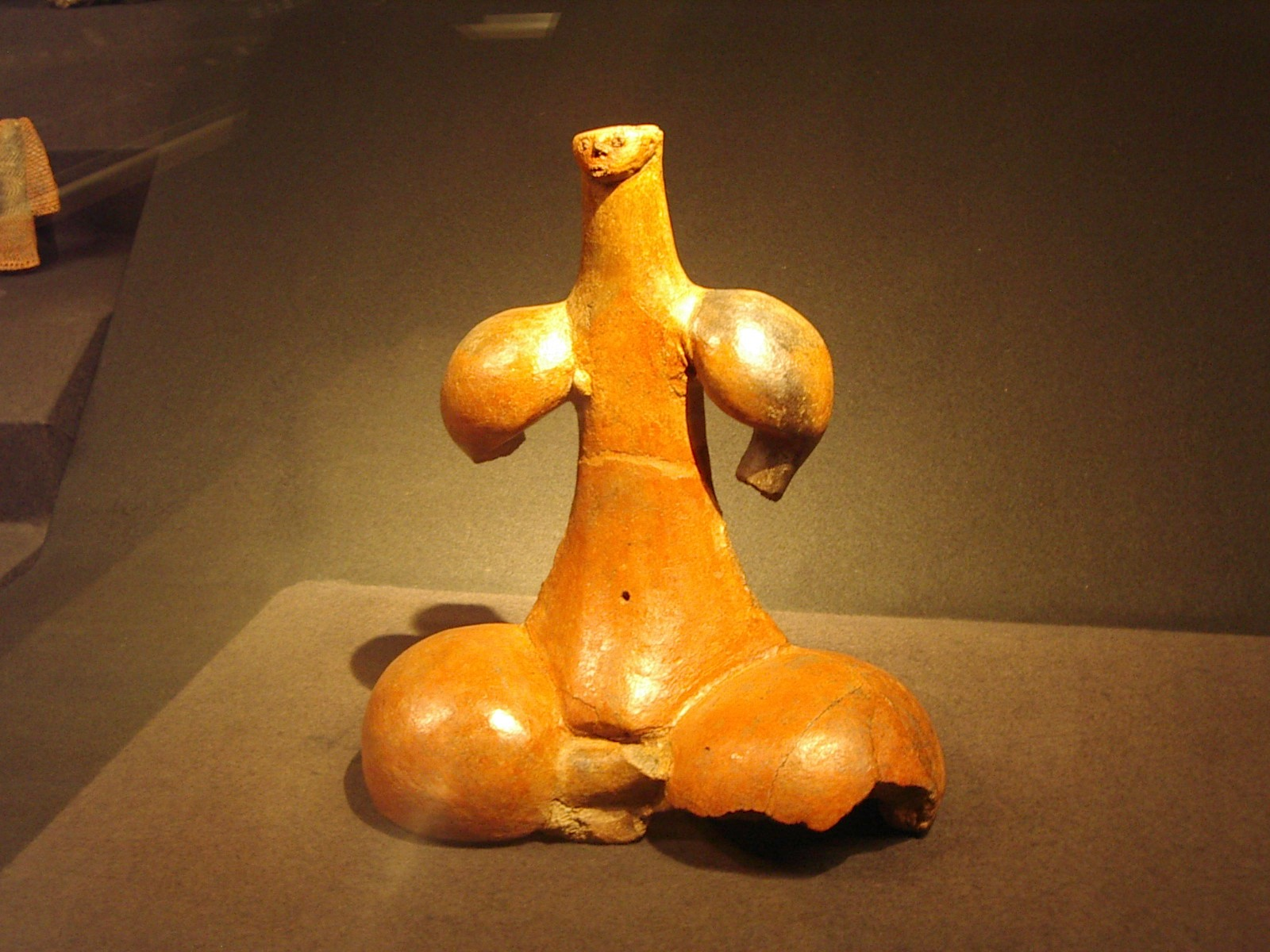
Ídolo de Tara, en El Museo Canario, Las Palmas de Gran Canaria

Importancia relevante posee también la colección de restos antropológicos que ha sido estudiada por diferentes investigadores desde los inicios de esta fundación museística. Completan el fondo expuesto numerosas piezas de industria lítica y ósea, tejidos en pieles y fibras vegetales, material malacológico, restos de fauna y productos vegetales. 

## Archivo y documentación
Otra parte importante de El Museo Canario es su centro de documentación, que está considerado como la mayor y más importante colección de documentos de y sobre las islas Canarias. Su origen se sitúa en la misma creación de la institución, pues desde un primer momento se organizó la formación de una biblioteca con las aportaciones de los primeros socios. Aquella biblioteca primigenia no contaba únicamente con libros, sino que se nutrió de grandes colecciones archivísticas y de publicaciones periódicas.
Actualmente el centro de documentación de El Museo Canario cuenta con una biblioteca, un archivo y una hemeroteca, todos ellos de gran importancia patrimonial.
La biblioteca conserva libros impresos fechados entre el siglo XV (incunables) y la actualidad, y trata de coleccionar todas las publicaciones editadas en Canarias o por autores canarios, además de recopilar las obras que tengan a las islas Canarias en su temática. En esta colección se encuentran numerosos libros raros y curiosos, e incluso un buen número de ejemplares únicos.
El archivo de El Museo Canario alberga colecciones fundamentales para la historia del archipiélago, como el Archivo de la Inquisición de Canarias o el fondo documental de la Casa Fuerte de Adeje. Una treintena de conjuntos documentales de naturaleza privada y familiar forman parte de este archivo, en el que destacan las colecciones generadas por personajes tan relevantes de la cultura insular como Benito Pérez Galdós, los hermanos Juan y Fernando León y Castillo, José de Viera y Clavijo y otros muchos.
Completan el archivo algunos fondos históricos de empresas y asociaciones y varias colecciones artísticas y figurativas, entre las que destacan la colección cartográfica y el archivo fotográfico. Este último fondo conserva millares de fotografías de antiguos profesionales como Teodoro Maisch y Luis Ojeda Pérez.
La hemeroteca de El Museo Canario, que alberga más de un millón de ejemplares de periódicos y revistas, es la más importante colección de este tipo de documentos en las islas Canarias. Abarca desde los primeros periódicos conocidos, que se distribuyeron en ejemplares manuscritos (como es el caso del Correo de Canarias, que circuló entre 1762 y 1763), hasta la prensa actual. La riqueza de este fondo reside especialmente en los periódicos datados en la segunda mitad del siglo XIX y los primeros años del XX, pues la provincia de Canarias (provincia única en ese tiempo) fue una de las más fértiles de España en producción de cabeceras de prensa, una circunstancia derivada de la lejanía de los centros de distribución más importantes del país.